# Гебхард III фон Церинген
Гебхард III фон Церинген (на немски: Gebhard III von Zähringen; на латински: Gebehardus, * ок. 1050, † 12 ноември 1110) от род Церинги, е от 1084 до 1110 г. епископ на Констанц.

## Биография
Той е третият син на Бертхолд I фон Церинген, херцог на Каринтия († 1078), и първата му съпруга Рихвара († 1092). Той е брат на Херман I, основателят на линията маркграфовете на Баден и на Бертхолд II, херцог на Швабия и по-късно на Церинген.
Около 1075 г. Гебхард влиза в манастир Хирсау. На 21 декември 1084 г. е избран за епископ на Констанц. През май 1085 г. Гебхард е свален и екскомунициран на свикания събор в Майнц от Хайнрих IV. Той бяга от Констанц през 1085 г. и през 1086 г. се връща обратно.
През 1095 г. Гебхард взема участие в синода в Пиаченца. Той придружава Хайнрих V в пътуването му през Бавария и Саксония.
Гебхард основава манастири през 1085, 1093, 1095, 1103 г.